# Isuzu 117 Coupé
Isuzu 117 Coupé — компактне 2-дверне фастбек-купе типу Gran Turismo, яке випускалося японським виробником автомобілів Isuzu між 1968 і 1981 роками. 117 — це кодова назва загальної програми розробки автомобілів Isuzu середнього розміру, що включає купе, седан і універсал. Останні дві згодом стали Isuzu Florian, але купе зберегло оригінальну назву, і обидві моделі мали спільну механічну частину, включаючи повне шасі FR з рециркуляційним кульовим кермовим управлінням.

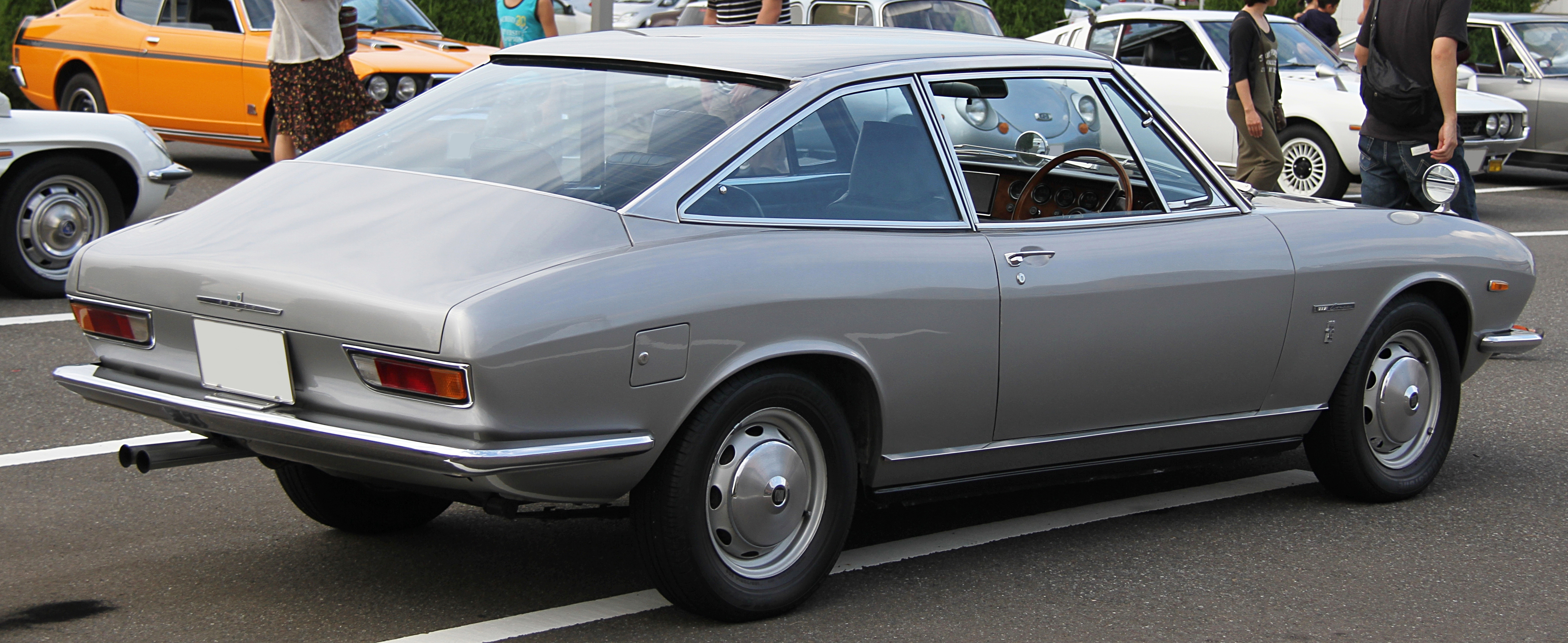

117 Coupé було розроблене дизайнером Джорджетто Джуджаро. 117 є першим у світі спортивним автомобілем, доступним з дизельним двигуном. Isuzu випустило 86 192 автомобілі. 117 Coupé було замінено на Isuzu Piazza.

## Двигуни
Бензинові:
- 1584 см3 G161W I4 DOHC (1968–1973; PA90)
- 1817 см3 G180Z I4 SOHC (1973–1981; PA95)
- 1817 см3 G180W I4 DOHC (1973–1978; PA95)
- 1949 см3 G200Z I4 SOHC (1978–1981; PA96)
- 1949 см3 G200W I4 DOHC (1978–1981; PA96)

Дизельний:
- 2238 см3 C223 I4 OHV (1979–1981; PAD96)